# Транскортин
Транскортин (лат. transcortinum; также серпин A6, кортикостероидсвязывающий глобулин) — белок плазмы крови человека и позвоночных, который связывается с кортикостероидами и прогестинами и осуществляет их транспортировку[уточнить]. Относится к альфа-глобулинам.
В норме концентрация транскортина в крови человека составляет 450—650 нмоль/л. Содержание его заметно падает при сепсисе или сильном стрессе. При этом повышается содержание свободного кортизола в местах воспаления и ингибирования синтеза транскортина воспалительными цитокинами.
Транскортин вырабатывается печенью, cинтез его усиливается под воздействием эстрогенов. В период беременности концентрация транскортина значительно повышается.
Ген, кодирующий транскортин, локализуется в хромосомной области, содержащей несколько близкородственных ингибиторов сериновой протеазы (серпинов), которые развились в результате дупликации. Он устойчив к мутациям[что?]. Описано пять его мутаций, которым часто сопутствует хроническая усталость или боль. Пенетрантность этих мутаций неполная.